# 黒い看護婦
『黒い看護婦』（くろいかんごふ）は、森功のノンフィクション書籍。2002年に発覚した福岡県久留米市の女性看護師4人による保険金連続殺人事件（久留米看護師連続保険金殺人事件） の全容を描く。森は『週刊新潮』の編集部員として取材をはじめ、事件発覚から判決までのおよそ2年半を追い、『週刊新潮』および『新潮45』にレポートを掲載した。その後、2004年11月には単行本として新潮社から刊行された。
2015年にはテレビドラマ化された。

## テレビドラマ
2015年2月13日、フジテレビ系列の『赤と黒のゲキジョー』枠にてテレビドラマ化された。なお、看護師の呼称は事件当時に準じ、タイトルや劇中でもすべて「看護婦」で統一されている。
黒沢淳プロデューサーは元となった事件の主犯の公判を実際に傍聴した経験があり、圧倒されたその時の思いから、「カマキリのように男を食いつぶしていく悪女を描いてみたい」「これほどまでの人間の悪さ、弱さ、不可解さを演じられるのは大竹さんしかいない」と感じ、他3人の弱みを握って完全服従させる主犯の田中直子役に2002年の同局のテレビドラマ『実録 福田和子』で強盗殺人の逃亡犯・福田和子を演じたこともある大竹しのぶを抜擢した。大竹は3人を洗脳する「モンスター」でありながら、人懐っこく世話好きなところもあるという二面性のある女を怪演している。撮影は2014年3月に福岡市内や久留米市などで行われた。

### クレジット拒否騒動
当初は土曜日の枠で放送される予定だったが、金曜日へ変更されたため、完成時92分の作品を74分に縮める必要が生じた。しかし、監督の平山秀幸がこれに抗議して氏名のクレジットを拒否したうえ、エンドロールでは平山ほか撮影クルーの氏名が各人の希望によってノンクレジットとなり、平山は番組サイトでの名前の掲載も拒否する。この事態は『週刊文春』に平山が実名告発したことで発覚し、その後の2月27日にフジテレビ社長（当時）の亀山千広が定例会見で「いただけない。我々の調整の稚拙さとしか言いようがない」と自社の非を認めた。
視聴率は6.6%。
ディレクターズカット版（92分）は、2019年1月9日（初回）にCSのチャンネルNECOで放映された。

### キャスト
- 田中直子（主犯）：大竹しのぶ[14]
- 秋川美奈子（従犯）：寺島しのぶ[14]
- 村井香澄（従犯）：坂井真紀
- 安藤康子（従犯）：木村多江[15]
- 安藤敦（康子の夫）：寺島進
- 岩田（美奈子の不倫相手）：眞島秀和
- 総婦長（大和第三病院勤務の総婦長）：木野花
- 福原民代（康子の母）：白川和子
- 直子の弁護士（国選弁護人）：森本レオ
- 村井（香澄の夫）：利重剛
- 配膳係：広岡由里子
- タクシー運転手（丸三タクシー運転手）：綾田俊樹
- 小田浩太（直子の弟）：丸山智己
- 秋川八千代（美奈子の母）：大方斐紗子
- 田中明（直子の夫）：松重豊
- 小田美津（直子の母）：吉行和子
- 安藤輪子、大西礼芳、佐藤玲、佐伯美奈、小山かつひろ、佐藤旭、大波誠、広澤草、海島雪、小林節子

### スタッフ
- 脚本：神山由美子[3]
- 演出：平山秀幸（ノンクレジット）
- ロケ協力：柳川フィルムコミッション、ビジュアルコミッション筑後、福岡フィルムコミッション事務局、福岡歯科大学、福岡医療短期大学　ほか
- 医療指導：中澤暁雄、山本昌督
- 医療監修：冨名腰文人
- 看護指導：マエカ、松尾佳代
- 方言指導：小林節子
- 技術協力：フォーチュン
- 美術協力：日映装飾美術
- ポスプロ：オムニバス・ジャパン、PNLC（パノルモス・ノンリニアセンター）
- スタジオ：角川大映スタジオ、日活撮影所
- 企画協力：新潮社
- 編成企画：太田大
- プロデューサー：黒沢淳、村上研一郎
- 制作著作：テレパック